# Zundeliomyces
Zundeliomyces är ett släkte av svampar. Zundeliomyces ingår i familjen Microbotryaceae, ordningen Microbotryales, klassen Microbotryomycetes, divisionen basidiesvampar och riket svampar.
|               | Sphacelotheca                            |
|               |                                          |
|               | Microbotryum                             |
|               |                                          |
|               | Bauerago                                 |
|               |                                          |
| Zundeliomyces | \| \| Zundeliomyces polygoni \| \| \| \| |
|               | \| \| Zundeliomyces polygoni \| \| \| \| |
|               | Zundeliomyces polygoni                   |
|               |                                          |

|  | Zundeliomyces polygoni |
|  |                        |